# Atlas (Mond)
Atlas (auch Saturn XV) ist der von innen vierte und einer der kleineren der bekannten Monde des Planeten Saturn. Der Mond umkreist den Planeten in der Roche-Teilung außerhalb der Außenkante des A-Rings der Saturnringe.

## Entdeckung und Benennung
Atlas wurde kurz vor dem 12. November 1980 von dem Astronomen Richard John Terrile bei Auswertungen von Aufnahmen der Raumsonde Voyager 1 entdeckt, die an dem genannten Tag den Saturn passierte.
Am Tag darauf wurde die Entdeckung von der Internationalen Astronomischen Union (IAU) bekannt gegeben; der Mond erhielt zunächst die vorläufige Bezeichnung S/1980 S 28. Diese hohe Nummerierung resultierte aus der Meinung, dass Saturn bislang 28 Monde besaß, was sich später als Übertreibung herausstellte. Da viele der „neu entdeckten“ Monde bereits bekannt waren, reduzierte sich die Anzahl auf 17, womit Atlas der 17. entdeckte und bestätigte Saturnmond war. Da die etwa gleichzeitig oder kurz zuvor entdeckten niedriger nummerierten Monde Prometheus und Pandora sich weiter entfernt von Saturn erwiesen, erhielt Atlas die römische Nummerierung XV.
Zwischen 1980 und 2004 konnte der Mond nicht wieder aufgefunden werden. Erst im Juni 2004 wurde er auf Fotos der Raumsonde Cassini „wiederentdeckt“.
Am 30. September 1983 wurde der Mond dann nach dem Titanen Atlas benannt, der in der griechischen Mythologie die Welt auf seinen Schultern trägt. Atlas war der Sohn von Iapetos und der Okeanide Asia, der Bruder von Menoitios, Prometheus und Epimetheus und der Vater der Hyaden, Plejaden, Hesperiden und (nach Homer) der Nymphe Kalypso. Hyginus Mythographus, der das urweltliche der Gestalt herausstreichen wollte, machte Atlas zum Sohn von Aether und Gaia.
Zeus bestrafte Atlas nach dem Titanenkampf für seine Loyalität zu Kronos (röm. Saturn), indem er ihn – anstatt ihn wie die meisten anderen Titanen in den Tartaros zu verbannen – dazu verurteilte, an Gaias (der Erde) westlichstem bekannten Punkt zu stehen und durch seine enorme Kraft für alle Zeiten deren Gatten Uranos (den Himmel) zu tragen. Das Ziel war jedoch weniger die Bestrafung von Atlas, sondern Zeus wollte verhindern, dass Uranos auf die Erde brach, weil so viele Kämpfe dort stattgefunden hatten. Eine besondere Bestrafung erhielten auch Atlas’ Brüder Prometheus und Epimetheus sowie Kronos selbst. Da Atlas später unfreundlich zu Perseus war, versteinerte dieser ihn mit dem erbeuteten Haupt der Medusa.
Der Name Atlas (griechisch für „(Er)träger“) wurde für das Atlasgebirge verwendet (das Atlas selbst darstellen soll), für den Stern Atlas, die Atlas-Trägerrakete, den Atlas-Halswirbel, sowie für den Atlantischen Ozean. Der Name steht jedoch nicht für den Atlas als Kartenwerk oder für die sagenumwobene Insel Atlantis.

## Bahneigenschaften
Atlas umkreist Saturn auf einer prograden, fast perfekt kreisförmigen Umlaufbahn in einem mittleren Abstand von 137.670 km (ca. 2,3 Saturnradien) von dessen Zentrum, also 77.400 km über dessen Wolkenobergrenze. Die Bahnexzentrizität beträgt 0,0012, die Bahn ist 0,3° gegenüber dem Äquator von Saturn geneigt. Durch die niedrige Exzentrizität variiert die Entfernung zu Saturn um nur rund 30 km.
Die Umlaufbahn des nächstinneren Mondes Daphnis ist im Mittel 1.200 km von Atlas’ Orbit entfernt, die Entfernung der Bahn des nächstäußeren Mondes Prometheus beträgt im Mittel 1.700 km.
Atlas umläuft Saturn in 14 Stunden, 26 Minuten und 44 Sekunden. Dies entspricht in etwa der Umlaufzeit des Uranusmondes Cupid. Atlas benötigt für einen Umlauf etwa 11 Minuten länger als der innere Nachbar Daphnis. Der Mond läuft in der 2.600 km breiten nach Édouard Albert Roche benannten Roche-Teilung um den Planeten, die den A-Ring vom F-Ring trennt und ist dabei nur 900 km von der Außenkante des A-Rings entfernt. Es wurde lange angenommen, dass Atlas als Schäfermond mit seiner Gravitation auf den inneren A-Ring wirkt; stattdessen ist mittlerweile bekannt, dass die A-Ring-Außenkante sich in einer 7:6-Bahnresonanz mit den größeren, weiter entfernten Monden Epimetheus und Janus befindet.
Die Umlaufbahn von Atlas wird vom größeren Prometheus (mit dem er sich in einer 54:53-Bahnresonanz befindet) signifikant und in einem geringeren Maß von Pandora gestört, was zu Abweichungen in der Länge von bis zu 600 km (~0,25°) von der präzedierenden Keplerbahn mit einer Periode von ca. 3 Jahren führt. Da die Bahnen von Prometheus und Pandora chaotisch sind, könnte dies für Atlas auch zutreffen.
Im Jahr 2004 wurde ein lichtschwacher dünner Saturnring entdeckt („Ringlet“), der sich entlang der Bahn von Atlas befindet und den provisorischen Namen R/2004 S 1 erhielt.
Der Mond umläuft Saturn innerhalb eines kritischen Abstandes, der sogenannten Roche-Grenze. Wahrscheinlich wird Atlas aufgrund seiner geringen Größe vor dem Zerreißen bewahrt.

## Physikalische Eigenschaften

### Größe
Atlas hat einen mittleren Durchmesser von 30,2 km. Auf den Aufnahmen der Cassini-Huygens-Sonde erscheint Atlas als ein unregelmäßig geformtes längliches Objekt mit Abmessungen von 40 × 36 × 18 km, wobei die Längsachse auf Saturn ausgerichtet ist.
Hochauflösende Bilder, die im Juni 2005 durch die Raumsonde Cassini aufgenommen wurden, zeigen, dass Atlas nicht rund, sondern am Äquator viel breiter als an den Polen ist. Er erhält dadurch das Aussehen einer fliegenden Untertasse. Man nimmt an, dass die besonders ausgeprägte Form dadurch entstand, dass Atlas an seiner Äquatorregion Material des ausgesprochen dünnen Ringes R/2004 S 1 aufgesammelt hat. Tatsächlich ist die Größe der äquatorialen Ausbuchtung mit der erwarteten Größe der Roche lobe von Atlas vergleichbar. Dies würde bedeuten, dass sich keine weiteren Partikel am Äquator mehr sammeln könnten, ohne von der Zentrifugalkraft, die die schwache Schwerkraft von Atlas überwindet, wieder in den Weltraum befördert zu werden.
Die Gesamtoberfläche von Atlas beträgt schätzungsweise 2.850 km².

### Innerer Aufbau
Die mittlere Dichte von Atlas ist mit 0,46 g/cm³ weitaus geringer als die der Erde und sogar wesentlich niedriger als die Dichte von Saturn; sie ist so niedrig, dass Atlas auf Wasser schwimmen würde. Dies weist darauf hin, dass der Mond überwiegend aus Wassereis zusammengesetzt ist.
Dass Atlas Saturn innerhalb der Roche-Grenze umläuft, weist darauf hin, dass er entweder eine sehr feste innere Struktur hat, oder dass er zu den sogenannten Rubble Piles gehört, die durch die vergleichsweise schwache Gravitation im Innern Hohlräume aufweisen. Durch die extrem niedrige mittlere Dichte ist die letztgenannte Hypothese wahrscheinlicher.

### Oberfläche
Die Oberfläche des Mondes weist kaum Einschlagskrater auf, was auf ein relativ junges Alter hindeutet. Atlas besitzt eine relativ hohe Albedo von etwa 0,8, was bedeutet, dass er eine helle Oberfläche besitzt, die 80 % des eingestrahlten Sonnenlichts reflektiert. An seiner Oberfläche beträgt die Schwerebeschleunigung 0,0019 m/s², dies entspricht etwa 0,2 ‰ der irdischen.

## Erforschung
Aufgrund der geringen Größe und scheinbaren Helligkeit von 19,0m (die 1:20900000 jener des Zentralplaneten beträgt) sowie der großen Nähe zum Saturn und der Tatsache, dass er von diesem überstrahlt wird, ist Atlas mit erdgebundenen Teleskopen nicht auszumachen; es ist aus diesem Grund nicht erstaunlich, dass Atlas 24 Jahre lang nicht wiedergefunden werden konnte.
Atlas wurde seither bislang von drei Raumsonden besucht, namentlich von den Vorbeiflugsonden Voyager 1 am 12. November 1980 und Voyager 2 am 25. August 1981 sowie dem Saturn-Orbiter Cassini, der vom 1. Juli 2004 bis zum 15. September 2017 den Saturn umkreiste. Atlas wurde von Cassini mehrmals ins Visier genommen, so dass seine orbitalen Parameter mittlerweile ziemlich genau bekannt sind. Der nächste Vorbeiflug von Cassini ereignete sich während des 46. Umlaufs um Saturn am 12. Juni 2007, als die Sonde Atlas in einer Entfernung von 40.000 km passierte. Dabei konnten einige Aufnahmen mit guter Auflösung gemacht werden.

## Galerie

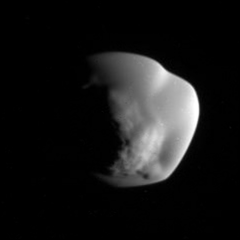
Atlas, aus 40.000 km Entfernung von Cassini am 12. Juni 2007 in Richtung des Südpols
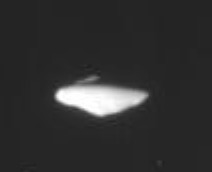
Cassini-Aufnahme von Atlas in der an eine Untertasse erinnernde Form am 8. Juni 2005 in 139.006 km Entfernung
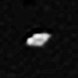
Bestmögliche Aufnahme von Voyager 1 aus dem Jahr 1980
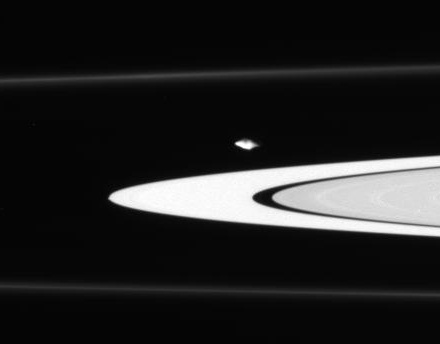
Cassini-Aufnahme vom 30. Juni 2006 aus 428.551 km Entfernung von Atlas innerhalb des A- und F-Rings
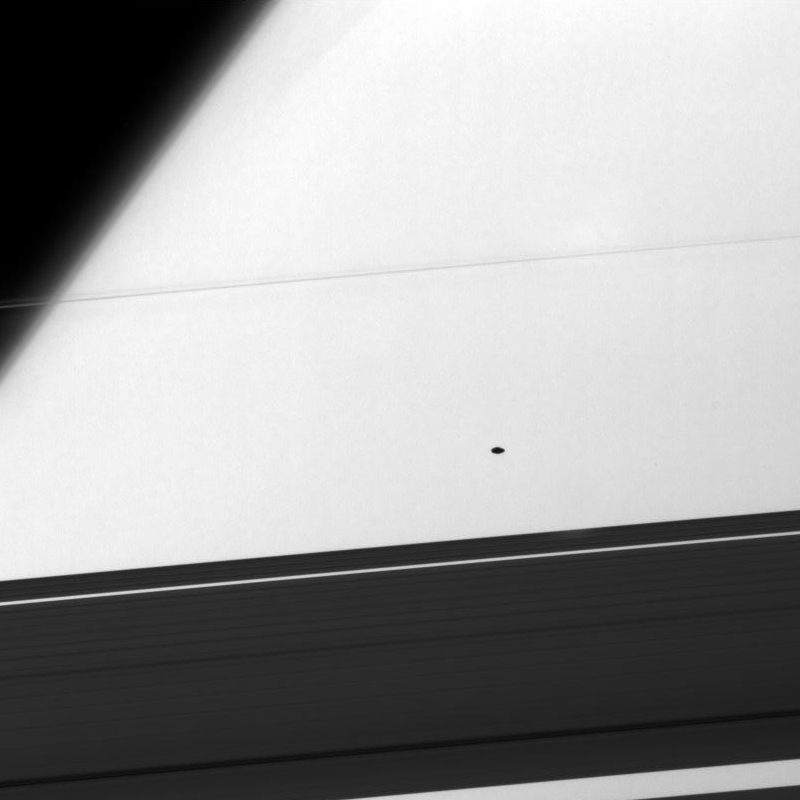
Atlas als Silhouette vor Saturn am 3. August 2005
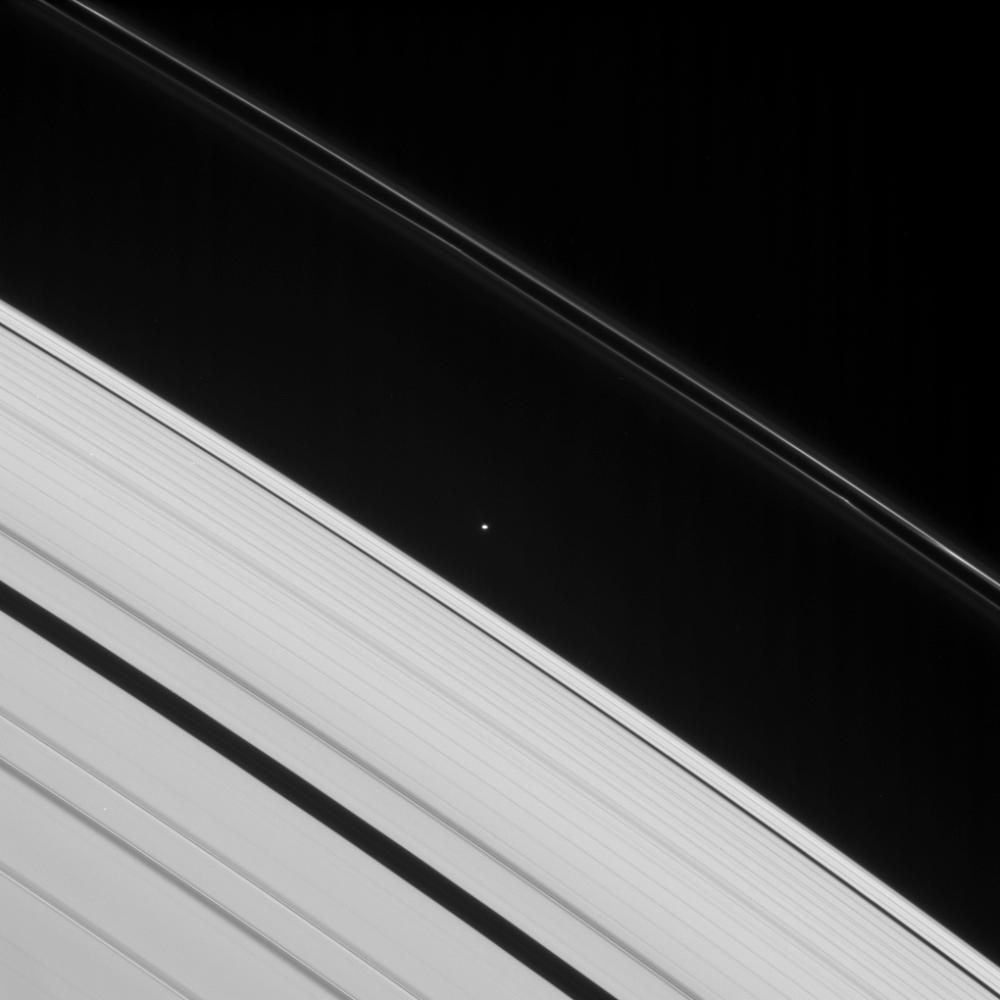
Cassini-Aufnahme der Roche-Teilung, wobei sich Atlas etwa in der Bildmitte befindet
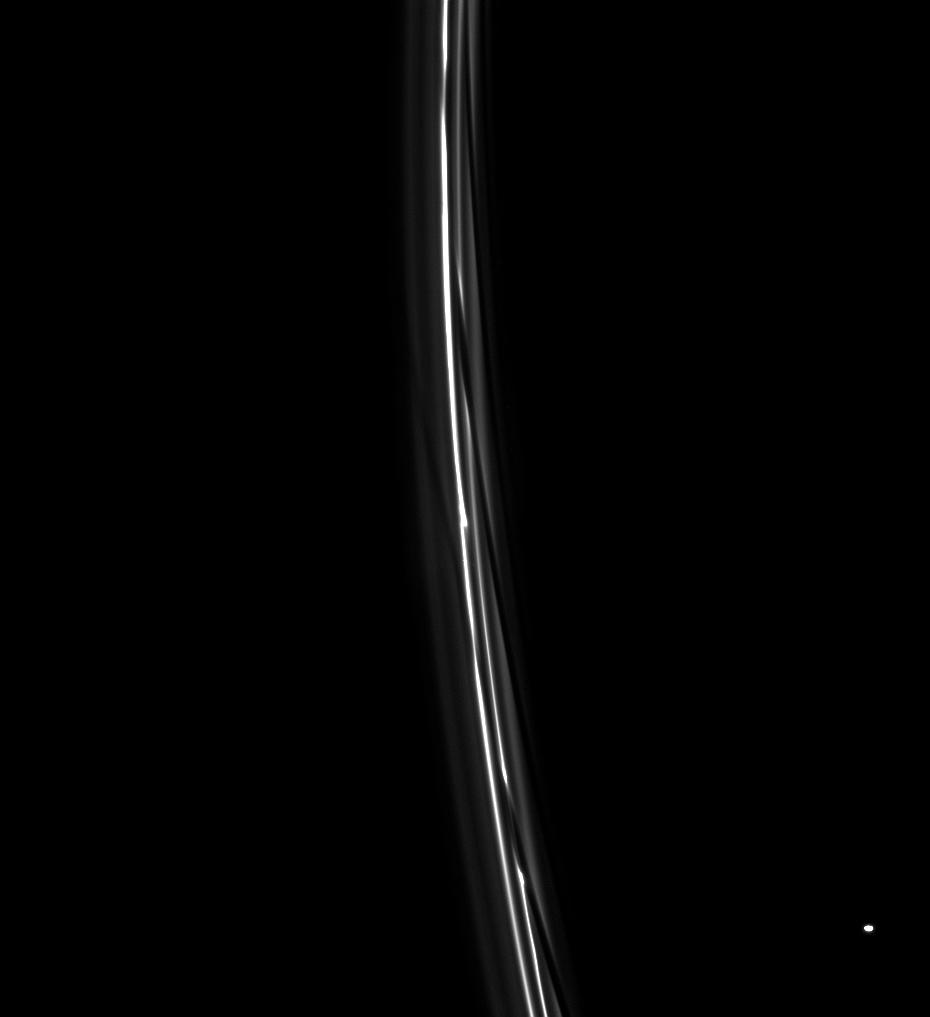
Atlas nahe dem F-Ring am 9. Mai 2005